# Madelaynne Montaño
Madelaynne Montaño Caicedo (Tuluá, Valle del Cauca, 6 de enero de 1983) es una voleibolista colombiana, quien obtuvo el récord mundial de puntos en un partido con 53 ptos. Montaño juega para el club de Chemik Police.

## Carrera
Después de jugar en menores, jugó para la Liga del valle desde 1996. Luego se mudó a Argentina donde jugaba para la Liga Argentina en el equipo San Fernando de Catamarca.
De Argentina se fue para Miami Dade College. Allí estudió Psicología Militar y jugó para el equipo de voleibol, ganando el Campeonato Nacional NJCAA en el 2002. Obtuvieron el All-Tournament Team y también tuvo el premio como la "Jugadora del Año" del AVCA Two-year Colleges National. En el 2003, el Miami Dade College quedó en tercer lugar después de caer en la semifinal en el sureste del Estado de Misuri y ganando al College of Southern Idaho, obteniendo así la medalla de bronce. En el torneo Madelaynne fue premiada como la Mejor Anotadora, Mejor Atacante y Mejor Servicio.
Después de jugar en el Miami Dade College, jugó en el torneo de voleibol de los Juegos Nacionales del 2004 ganando la medalla de plata representando a la región Valle.
Contratada en Grecia para jugar dos años en la Liga A1 en el equipo Aris Thessaloniki. Con este equipo llegó al tercer lugar en la temporada 2004/2005 de la League Championship y segundo lugar en la Greek Cup. Después de la temporada 2005/2006, Madelaynne tomó un tiempo de descanso para dedicarlo a su maternidad, regresando a jugar en otro equipo de Tesalónica, Iraklis Thessaloniki, para la temporada 2008/2009 A1.
En el 2009 Madelaynne se unió al club coreano KT&G Daejeon, ganando el campeonato de liga de la temporada 2009/2010 y obteniendo el premio a la jugadora más valiosa del torneo.

## 2011
Jugando para su club coreano KT&G Hungkuk, Madelaynne anotó 53 puntos contra el equipo GS Caltex.
Al final de la temporada 2010-2011, Montaño quedó en segundo lugar para el premio MVP.
Junto a la jugadora internacional Kenny Moreno, Montaño aceptó jugar para la Selección femenina de voleibol de Colombia, buscando la clasificación a los Juegos Olímpicos de Londres 2012.
Otro logro en el 2010/2011, Montaño fue una de las finalistas al premio Deportista Colombiana del Año, ganando finalmente la ciclista Mariana Pajón.
En el primer torneo oficial con su selección nacional, Montaño quedó cuarta en Campeonato Sudamericano de Voleibol Femenino de 2011 y obtuvo el premio como Mejor Anotadora del Torneo.

## 2012
Montaño firmó para Rabita Baku para jugar la temporada 2012/2013. Montaño ganó la medalla de plata en el Campeonato Mundial de Clubes FIVB de 2012, jugando con el club de Azerbaiyán Rabita Baku

## Clubes
- San Fernando de Catamarca (1998-1999)
- Aris de Salónica (2004–2006)
- Iraklis Thessaloniki (2008–2009)
- KT&G Daejeon (2009–2012)
- Rabita Baku (2012–)

## Premios
Individuales
- "MVP" en la temporada regular de la V-League en Corea 2009-10.
- "Mejor Anotadora" en el Campeonato Sudamericano de Voleibol Femenino de 2011.
- "MVP" Finales de la liga coreana 2012
- "MVP" en el Campeonato Sudamericano de Voleibol Femenino de 2013.

Escuelas
- "Jugadora del Año" AVCA - 2002.
- "All-Tournament Team" Campeonato Nacional NJCAA 2002.
- "Mejor Anotadora" Campeonato Nacional NJCAA 2003.
- "Mejor Atacante" Campeonato Nacional NJCAA 2003.
- "Mejor Servicio" Campeonato Nacional NJCAA 2003.
- "All-Tournament Team" Campeonato Nacional NJCAA 2003.

Clubes
- "Campeón", Campeonato Nacional NJCAA 2002 con el Miami Dade College.
- "Sub-Campeón", Copa de Grecia 2008-09 con el Iraklis Thessaloniki.
- "Campeón", V-League en Corea 2009-10 con el KT&G Daejeon
- "Campeón", V-League en Corea 2011-12 con el KGC